# Mont Émilius
Le mont Émilius est un sommet du massif du Grand-Paradis situé au centre géographique de la Vallée d'Aoste, en amont de la capitale régionale Aoste.
Il donne son nom à la communauté de montagne Mont-Émilius, comprenant 10 communes de la moyenne Vallée d'Aoste et de la plaine aostoise.

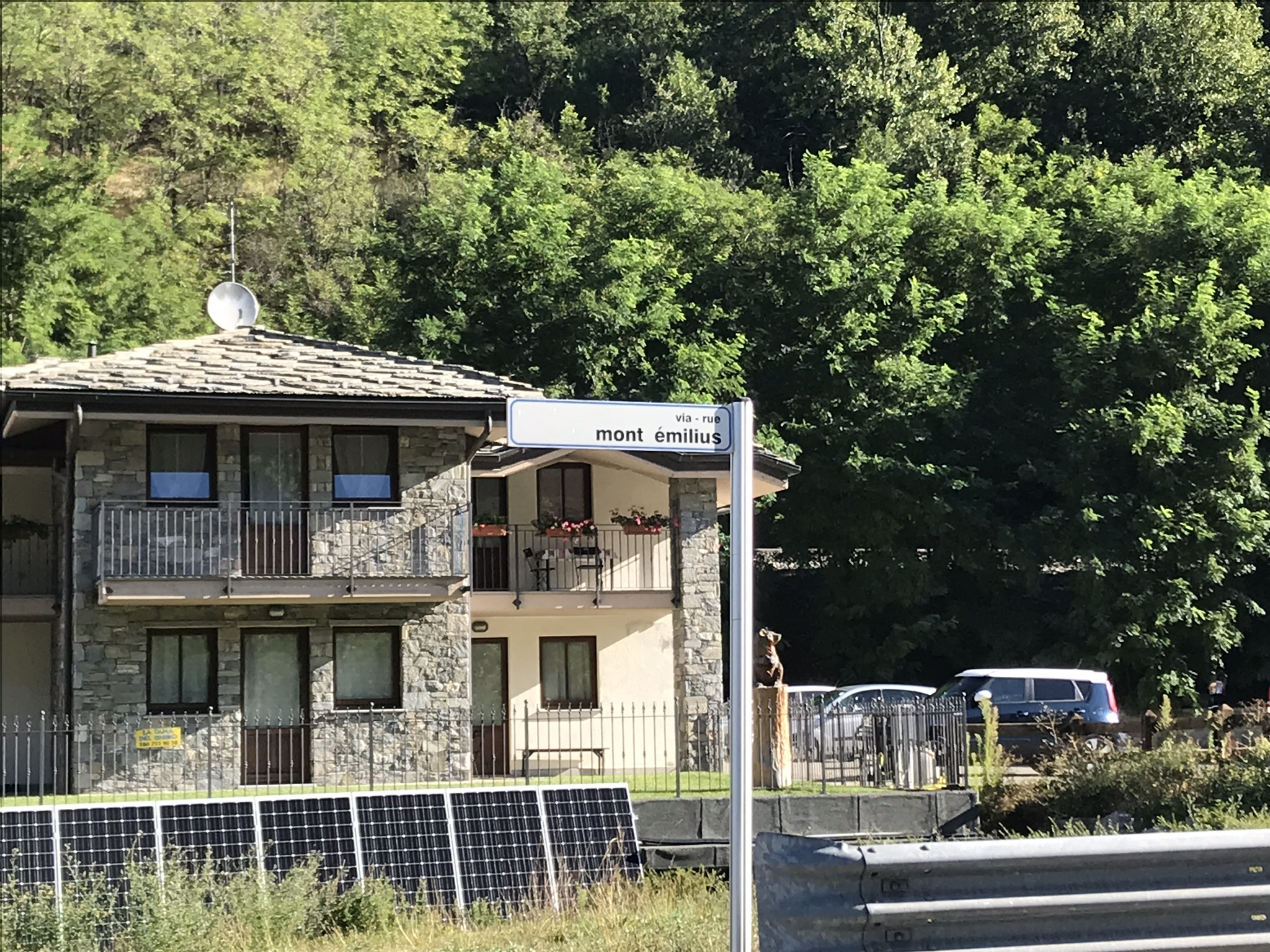
Rue du Mont-Émilius à Villefranche (Quart).

## Toponymie
Une heure avant de passer au-dessus du sommet du pic de Nona, le soleil passe au-dessus du mont Émilius. Jusqu'en 1839, il est connu comme pic de dix heures, pic Chamosser ou pic Chamoisier, mais en 1839, Georges Carrel (à l'époque un prête, futur prieur de la collégiale de Saint-Ours) effectue une ascension avec Émilie Argentier, la fille du médecin et alpiniste cognein Auguste Argentier (1830-1874), âgée de quatorze ans, dans le but de promouvoir l'alpinisme. En l'honneur de la jeune fille, le sommet est baptisé Émilius, alors que les chanoines d'Aoste avaient envisagé le nom pic Pie en l'honneur du pape Pie IX, ce qui aurait pu donner lieu à confusion avec l'oiseau du même nom.

## Géographie
Le mont Émilius s'étend entre les communes de Gressan et de Charvensod. Il se situe au sud d'Aoste et au nord de Cogne et de la vallée du même nom.
Du sommet on peut entrevoir la mer Ligure.
Il est séparé du pic de Nona par le col Carrel, devant son nom au chanoine Georges Carrel.

## Histoire
Le peintre anglais William Turner réalisa vers 1803 une aquarelle Le Château d’Argent, au-dessus de Villeneuve, Val d’Aoste, avec le Mont Émilius, conservée à la Tate Britain à Londres. Elle est basée sur un dessin du carnet de croquis de Grenoble où Turner a voyagé en 1802. Comme l’a observé David Hill, le château d’Argent est vu lorsque Turner s’est approché de Villeneuve depuis la route du Fort Roch. Les tours du château se découpent sur les pentes enneigées du mont Émilius.
L'ascension au mont Émilius fut accomplie pour la première fois par le chanoine Georges Carrel en 1826. D'autres sources attribuent cet exploit au médecin aostois Laurent Cerise en 1823, accompagné par le guide Jean-Baptiste Defey.

### Ascension

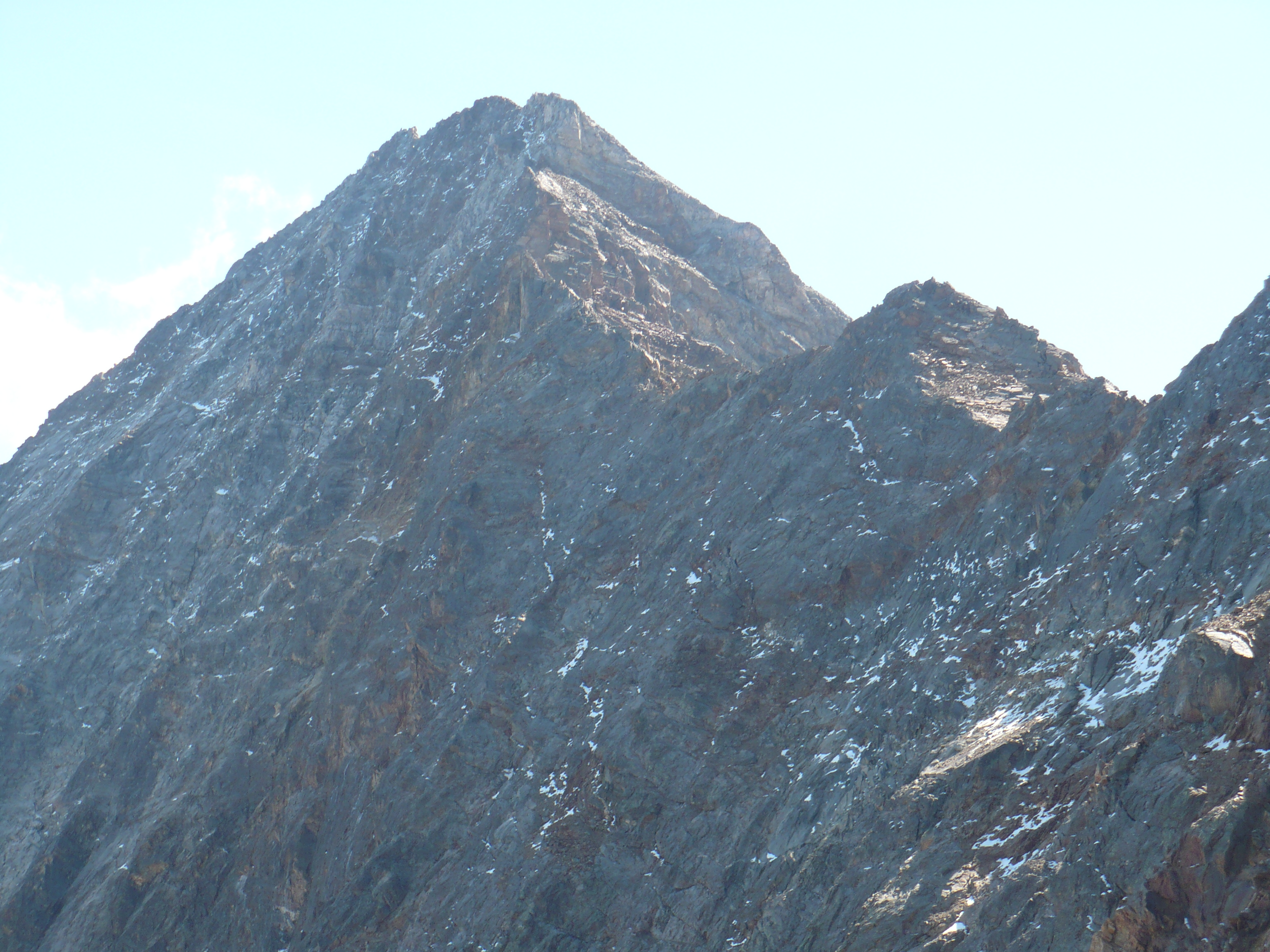
Vue du sommet depuis la via ferrata du mont Émilius.

Le départ de la voie normale se trouve à Pila et passe par le refuge Arbolle (2 507 mètres). On côtoie le lac Arbolle jusqu'au col des Trois Capucins (3 241 mètres). La partie finale est assez longue, mais ne présente aucune difficulté particulière du point de vue technique.
On peut gagner le sommet aussi par la via ferrata du mont Émilius, qui n'est pas difficile, mais elle est très longue et réservée aux experts. Le départ se situe au bivouac Frédéric Zullo au col Carrel, sur la voie pour le pic de Nona.